# Flicker fixer

## Általánosságban

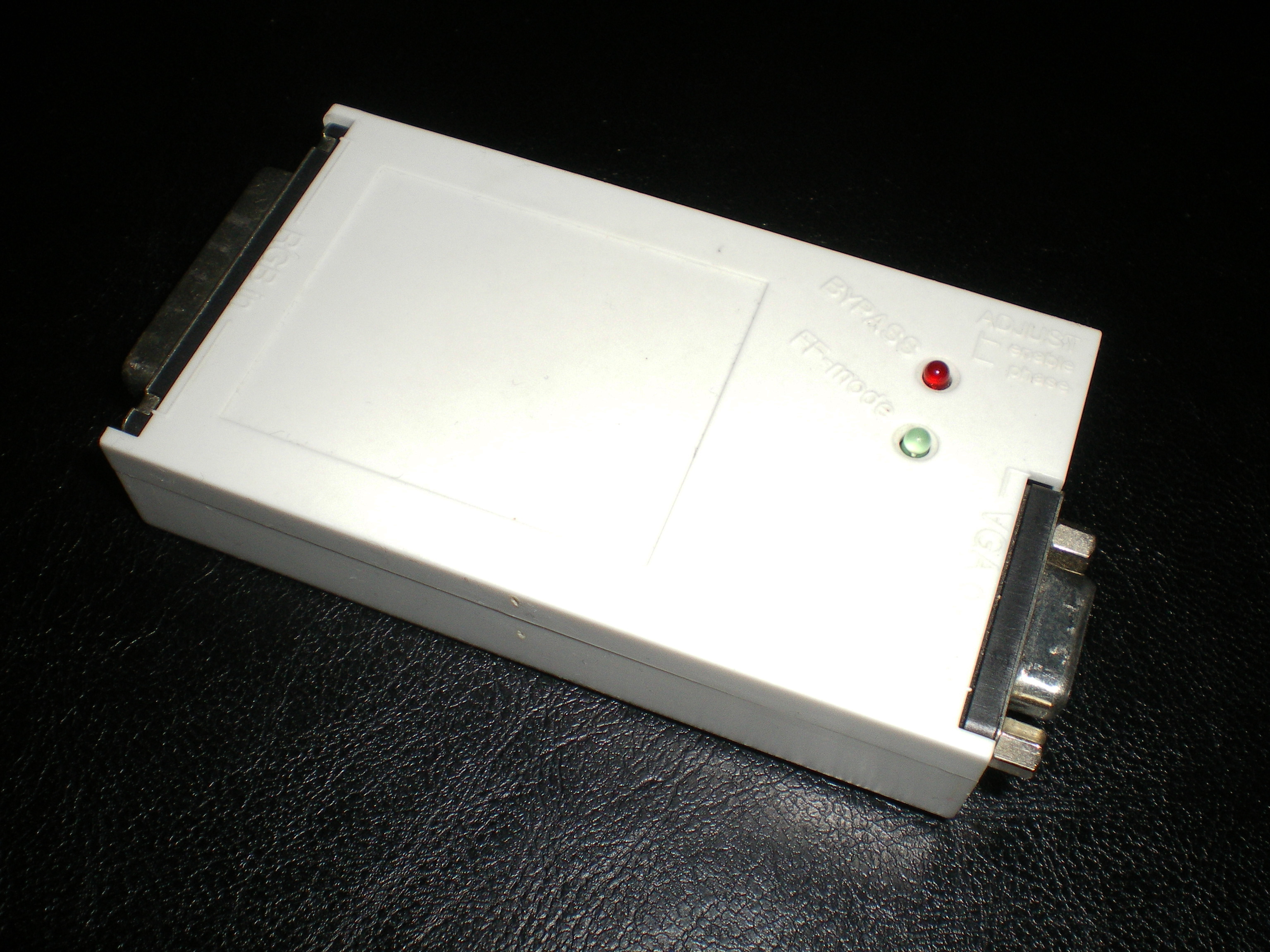
Külső flicker fixer

A flicker fixer (magyarul kb. "villogás javító") vagy scan doubler (magyarul kb. "pásztázás duplázó") egy olyan számítógép hardverelem, mely a hagyományos katódsugárcsöves (CRT) technológiájú TV-kre, illetve monitorokra optimalizált váltottsoros (interlaced) videójel két félképét összefűzi (deinterlace-eli) és progresszív (folytonos) módon teszi a a videókimenetre (non-interlaced kép).
A flicker fixer mintavételezi az adott eszköz vagy rendszerelem NTSC- vagy PAL-rendszerű videójelét és minden megjelenítendő letapogatási sort (scanline) RAM-ban tárolja, míg ezzel egyidejűleg a megfelelő szomszédos sorokkal együtt (azokkal "összeszőve") adja a videókimenetre. Ennél sokkal fejlettebb módszerek is vannak, melyek kiegészítő kártyákra integráltan illeszthetők a rendszerhez. A vízszintes képfrekvencia ezáltal megváltozik 15 kHz-ről 31 kHz-re, mely már megfelelő vezérlőjel egy VGA monitornak.

## Commodore Amigák esetén
A Commodore Amigák mindegyikének az alap képernyőmódja PAL vagy NTSC, melyhez váltottsoros (interlaced) videójelet adnak a speciális DB-23-as csatlakozójú RGB kimenetükre. Ez a képesség különösen alkalmassá tette az Amigákat a televíziózásban, videóvágáshoz történő használatra, ugyanakkor nem voltak képesek villódzásmentesen megjeleníteni nagy függőleges felbontású képeket, mely rövid ideig zavaró, közép és hosszútávon pedig látásrontó volt huzamosabb irodai munka esetén. A flicker fixert éppen ennek a kiküszöbölésére találták ki.
Az első flicker fixer kártyát maga a Commodore adta ki az Amiga 2000 modelljükhöz A2320 néven, mely tartalmazza azt az Amber custom chipet, mely a későbbi Amiga 3000 modell része volt, annak alaplapjára integrálva. Ennek a kártyának kesőbb mutatkoztak meg a korlátai, mikor az Amiga 4000-rel megjelent AGA-chipset magasabb képernyőfelbontásait már nem kezelte helyesen (előrelátóan elhelyeztek a kártyán egy kapcsolót, mely az AGA-chipset - már eleve "duplázott" - grafikus módjait egyszerűen átengedi a kártyán). Az újabb megoldások, mint például az Individual Computers gyártó AGÁ-s scandoublerei már helyesen kezelnek minden nagyobb felbontást is és lehetővé teszik egy Amiga 1200 vagy Amiga 4000 videójeleinek megjelenítését korszerű LCD monitorokon.

## Fordítás
- Ez a szócikk részben vagy egészben  a   Flicker fixer című angol Wikipédia-szócikk fordításán alapul.  Az eredeti cikk szerkesztőit annak laptörténete sorolja fel. Ez a jelzés csupán a megfogalmazás eredetét és a szerzői jogokat jelzi, nem szolgál a cikkben szereplő információk forrásmegjelöléseként.